# Сієнегас-Террас (Техас)
Сієнегас-Террас (англ. Cienegas Terrace) — переписна місцевість (CDP) в США, в окрузі Вал-Верде штату Техас. Населення — 3025 осіб (2020).

## Географія
Сієнегас-Террас розташований за координатами 29°22′8″ пн. ш. 100°56′34″ зх. д. / 29.36889° пн. ш. 100.94278° зх. д. (29.368983, -100.942851).  За даними Бюро перепису населення США в 2010 році переписна місцевість мала площу 8,39 км², з яких 8,26 км² — суходіл та 0,14 км² — водойми.

## Демографія
Згідно з переписом 2010 року, у переписній місцевості мешкали 3424 особи в 876 домогосподарствах у складі 790 родин. Густота населення становила 408 осіб/км².  Було 1007 помешкань (120/км²).
Расовий склад населення:
| - 83,3 % — білих - 0,9 % — чорних або афроамериканців - 0,4 % — корінних американців - 0,1 % — азіатів - 13,3 % — осіб інших рас |

До двох чи більше рас належало 1,9 %. Частка іспаномовних становила 96,1 % від усіх жителів.
За віковим діапазоном населення розподілялося таким чином: 37,4 % — особи молодші 18 років, 54,6 % — особи у віці 18—64 років, 8,0 % — особи у віці 65 років та старші. Медіана віку мешканця становила 26,0 року. На 100 осіб жіночої статі у переписній місцевості припадало 92,8 чоловіків;  на 100 жінок у віці від 18 років та старших — 85,1 чоловіків також старших 18 років.
Середній дохід на одне домашнє господарство  становив 63 372 долари США (медіана — 41 645), а середній дохід на одну сім'ю — 65 232 долари (медіана — 47 500). За межею бідності перебувало 29,3 % осіб, у тому числі 34,6 % дітей у віці до 18 років та 26,3 % осіб у віці 65 років та старших.
Цивільне працевлаштоване населення становило 1059 осіб. Основні галузі зайнятості: сільське господарство, лісництво, риболовля — 17,1 %, виробництво — 15,1 %, освіта, охорона здоров'я та соціальна допомога — 13,5 %, роздрібна торгівля — 13,0 %.